# Синдомінік
Синдомінік (рум. Sândominic) — комуна у повіті Харгіта в Румунії. До складу комуни входить єдине село Синдомінік.
Комуна розташована на відстані 239 км на північ від Бухареста, 23 км на північ від М'єркуря-Чука, 103 км на північ від Брашова.

## Населення
За даними перепису населення 2002 року у комуні проживала 6401 особа.
Національний склад населення комуни:
| Національність | Кількість осіб | Відсоток |
| -------------- | -------------- | -------- |
| угорці         | 6297           | 98,4%    |
| цигани         | 74             | 1,2%     |
| румуни         | 29             | 0,5%     |
| німці          | 1              | < 0,1%   |

Рідною мовою назвали:
| Мова      | Кількість осіб | Відсоток |
| --------- | -------------- | -------- |
| угорська  | 6295           | 98,3%    |
| циганська | 74             | 1,2%     |
| румунська | 31             | 0,5%     |
| німецька  | 1              | < 0,1%   |

Склад населення комуни за віросповіданням:
| Релігія        | Кількість осіб | Відсоток |
| -------------- | -------------- | -------- |
| римо-католики  | 6313           | 98,6%    |
| реформати      | 32             | 0,5%     |
| православні    | 24             | 0,4%     |
| унітарії       | 16             | 0,2%     |
| греко-католики | 1              | < 0,1%   |
| не релігійні   | 1              | < 0,1%   |

## Зовнішні посилання
- Дані про комуну Синдомінік на сайті Ghidul Primăriilor [Архівовано 28 лютого 2012 у Wayback Machine.]